# Ferruccio Cainero
Ferruccio Cainero (* 1953 in Udine, Friaul-Julisch Venetien) ist ein in der Schweiz lebender italienischer Autor, Geschichtenerzähler, Schauspieler und Regisseur.
Cainero verfasste 37 Theaterstücke, führte in 32 Produktionen Regie und wirkte als Schauspieler in 18 Produktionen mit. Er ist Co-Autor und Regisseur der wichtigsten Stücke Gardi Hutters, mit der er 1978 bis 1992 verheiratet war.

## Bühnenprogramme
- Tapim Tapum (2000)
- Windmühlen (2003)
- Giraladinamo (2006)
- Caineriade (2009)
- Krieger des Regenbogens (2010)

## Stücke für Gardi Hutter
- Jeanne d’ArPpo – Die tapfere Hanna, Co-Autor und Regie (1981)
- Abra Catastrofe – Eine Hexenkomödie, Co-Autor und Regie (1984)
- So ein Käse, Co-Autor und Regie (1988)
- Sekretärin gesucht, Co-Autor und Regie (1994)

## CDs
- Cantaladinamo (2006)

## Auszeichnungen
- Schweizer KleinKunstPreis (2002)
- Salzburger Stier (2003)
- Internationaler Erzählkunstpreis The Golden Ear of Graz (2006)
- Deutscher Kleinkunstpreis Wilhelmshavener Knurrhahn (2008)